# Gustave Potherat de Thou
 (janvier 2015).
Gustave Potherat de Thou est un avocat et économiste français né le 26 décembre 1807 à Auxerre (Yonne) et mort le 22 avril 1891 à Paris.

## Origines
Issu d'une famille d'Auxerre, il est le petit-fils d'Edme Benoît Potherat (1752-1789), ancien garde du corps du roi, lieutenant des maréchaux de France du département de Gien, mort à la veille d'épouser en secondes noces Marie Thérèse Sophie Richard de Ruffey, marquise de Monnier, célèbre amante de Mirabeau.

## Œuvres
Gustave Potherat de Thou est l'auteur de deux ouvrages :
- Recherche sur l'origine de l'impôt en France (1838)[2]
- De la politique d'Aristote (1842).

## Château de Thou
Il fit construire un château à Thou, dans le département du Loiret, sur une terre apportée en dot à sa famille par sa grand-mère Suzanne de Rancourt.

## Sources
- A. Gavereau, Dictionnaire universel des contemporains, 1865